# Line dance
 (mars 2022).
 (janvier 2014).
Si vous disposez d'ouvrages ou d'articles de référence ou si vous connaissez des sites web de qualité traitant du thème abordé ici, merci de compléter l'article en donnant les références utiles à sa vérifiabilité et en les liant à la section « Notes et références ».

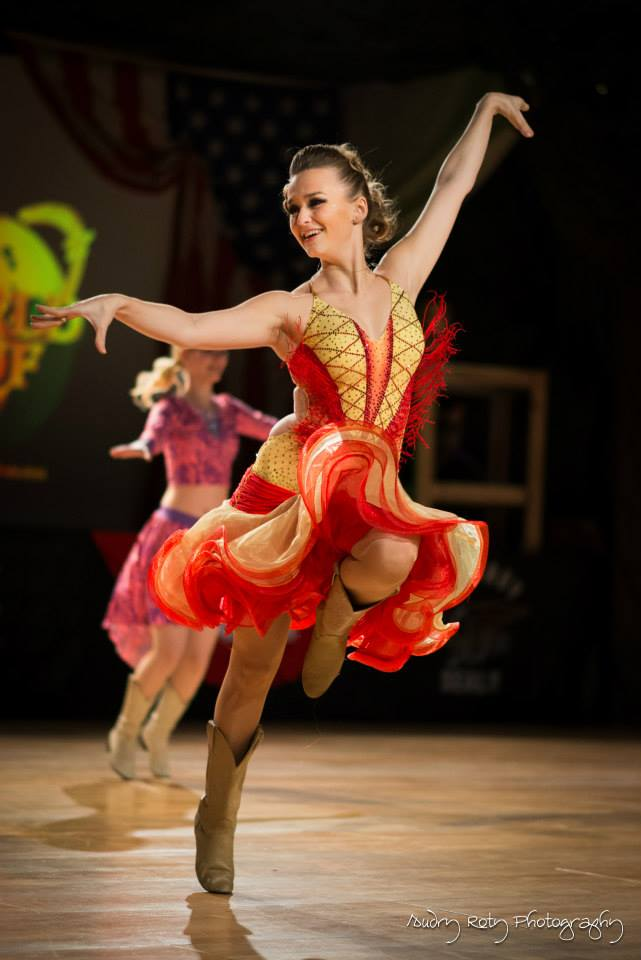
World Championship 2014, Kalkar, Lilt.

La line dance est un type de danse en ligne qui correspond à la répétition d'une chorégraphie en changeant de sens, c'est-à-dire que la chorégraphie se répète face à quatre murs différents (correspondant aux quatre points cardinaux). La line dance est dérivée de la country line dance, appelée plus couramment country dance. 

## Historique
C'est à partir des années 1990 que la line dance s'est réellement affirmée comme un sport à part entière. Pendant des années, la country avait été délaissée car elle imposait d'être en couple ou de s'habiller en cow-boy. La line dance prit sa place puisqu'elle est basée sur le rythme de la danse country mais s'effectue seul. Peu à peu, des cours de line dance apparurent en semaine au Midnight Rose en Pennsylvanie ou encore au Brandywine Volunteer Fire Department dans le Maryland. L'expansion fut rapide et le costume de cow-boy fut repris pour le plaisir par les adeptes tant confirmés que débutants : le temps d'une soirée par semaine, tous les pratiquants jouaient les cow-boys des villes. 
Il faut remonter un peu plus tôt pour voir les débuts de l'engouement pour la line dance : c'est en 1980 que l'on remarque le retour de la musique country et de toute cette culture du Sud des États-Unis. Avec Garth Brooks et Billy Ray Cyrus, les clubs de danse retournent peu à peu à ce style musical caractéristique pour le plaisir des anciens danseurs. La danse la plus popularisée fut la célèbre Cotton Eyed Joe. Elle a été suivie en 1983 par l'electric slide, admise dans tous les clubs country du pays. C'était une danse en ligne régulière, simple, sur quatre murs et constituée de dix-huit temps. Tout le monde pouvait la pratiquer sans aucun problème.
En octobre 1989, à Washington, un rassemblement de près de 3 000 personnes eut lieu pour célébrer cette danse : l'« Electric slide day ». Pendant quarante-cinq minutes, toutes les personnes présentes dansèrent cette chorégraphie et cela fit passer la Line dance au rang de phénomène culturel. De nombreux dérivés de cette danse apparurent comme le cow-boy boogie ou l'electric horseman, ce qui renforça son statut populaire. Elle avait atteint la même reconnaissance que la Macarena.
En 1992, une nouvelle chorégraphie apparut sur la chanson Achy Breaky Heart de Billy Ray Cyrus. Elle ouvrit les portes à l'apparition de nombreuses autres chorégraphies, et ainsi à la conception d'un répertoire complet de danses en ligne.

## Pratique
L'intérêt de la line dance est simple : Elle est accessible à n'importe qui et ce à n'importe quel âge. Sur la piste de danse, généralement en parquet, des gens de tous âges peuvent se côtoyer. Il n'est pas rare de voir dans les clubs dits « familiaux » un enfant danser aux côtés de ses grands-parents. La line dance est divisée en plusieurs niveaux pour l'aisance de ses pratiquants. Dans les clubs de country, on divise le groupe en deux : Débutants et intermédiaires. La catégorie confirmée quant à elle est celle de l'instructeur. Les chorégraphies sont aussi classées selon leur niveau de difficulté.
Le signe distinctif de la line dance se situe au niveau des bras ou plutôt au niveau du manque d'utilisation des bras. En effet, en club, les danseurs sont encouragés à placer leurs mains au niveau de la taille, dans les poches avant ou arrière du pantalon ou encore croisées dans le dos. C'est cette attitude qui donne à la country et la line dance une apparence similaire à la démarche d'un cow-boy. Aujourd'hui, les mouvements de bras ont été ajoutés dans les compétitions de line dance modernes mais restent propres à chacun, sans aucune obligation ou mouvement imposé. Dans certaines danses, les chorégraphes ont imposé des claquements de mains ou de doigts, considérés comme des mouvements à part entière de la chorégraphie.
Les chorégraphies sont classées selon leur niveau de difficulté et leur style. Elles comportent entre 32  et   64 temps en moyenne et peuvent contenir des variantes : soit un restart, qui est un temps de la chorégraphie où celle-ci s'arrête pour être reprise au début afin de concorder avec la musique, ou un tag. Le tag est un petit morceau de chorégraphie allant de 4  à   8 temps en général et qui s'ajoute à un instant précis de la danse. Des danseurs professionnels, souvent affiliés au World CDF, créent les chorégraphies, ensuite ils décrivent les mouvements sur une feuille, couramment appelée stepsheet par les instructeurs. Ces feuilles sont mises en lignes sur les sites officiels et sont libres d'accès pour tous. Chaque pas est numéroté afin de permettre au danseur de se repérer. 
En Line dance, certains mouvements portent des noms particuliers : le jazz-box, le coaster step, le vaudeville ou encore le kick sont des pas classiques. De cette manière, les pas peuvent être compris par chacun et retenus de manière plus simple car ce vocabulaire est employé dans toutes les langues.

## Compétition

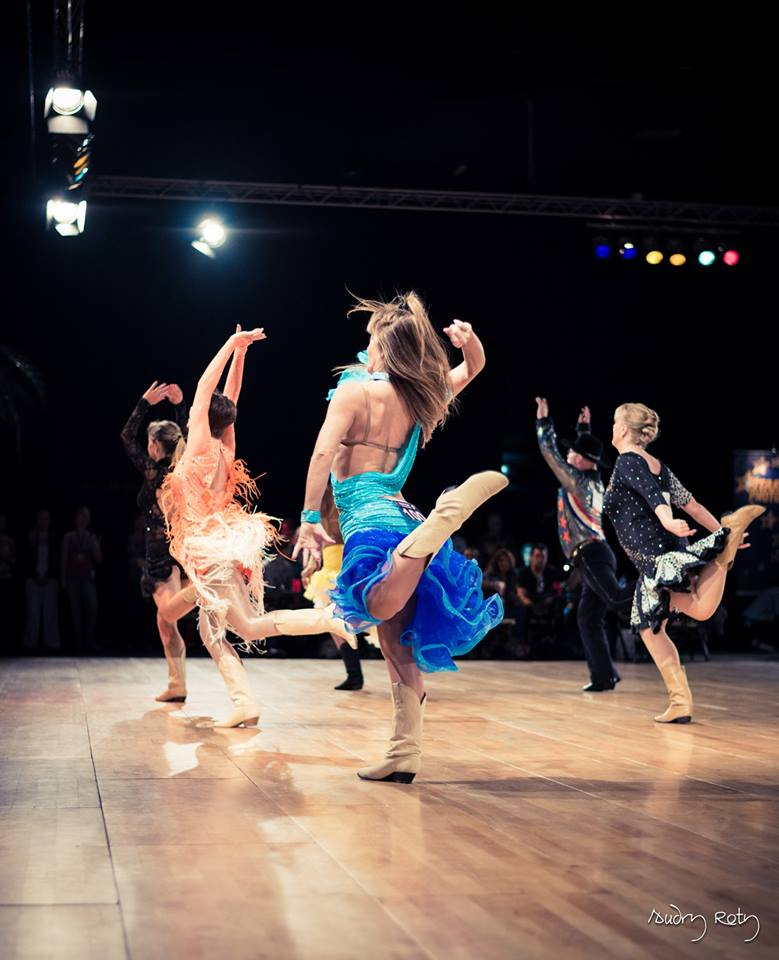
Dutch Championship 2013, Kalkar, Allemagne.

De nos jours, la line dance a atteint une renommée mondiale : on trouve des compétitions régionales, nationales et internationales. Une fédération a été créée au niveau international, le World CDF (world Country Dance Federation) qui possède des représentants un peu partout dans le monde. Les compétitions nationales sont régies par le World CDF et sont accessibles à différents niveaux. Pour monter de catégorie en catégorie, il faut obtenir des points en se plaçant sur le podium des compétitions nationales. 
Il existe en moyenne quatorze compétitions nationales qui s'étalent sur toute l'année et vont de la Norvège à l'Espagne, en passant par la Suisse et la République tchèque. Les championnats du monde ont lieu une fois par an, et le lieu change pratiquement chaque année. En 2014, les Championnats du monde ont eu lieu du 4 au 6 janvier à Kalkar en Allemagne. 
Pour pouvoir participer, il faut une licence et se rendre parfois un week-end complet sur les lieux des championnats. La compétition est divisée en six catégories majeures : Social, accessible à tous les débutants, et ne comportant que trois danses, Newcomer, Novice, Intermediate, Advanced et Megastar. Les danseurs sont divisés en catégories d'âges à savoir primary, youth, teen, adult, diamond, silver et gold. D'autres catégories annexes existent comme par exemple la catégorie couple, ou encore pro-am (danse en couple avec un professionnel) ou show-case. Toutes ces catégories sont reprises sur le site de la fédération.
Pour espérer pouvoir gravir les marches du podium, il faut exécuter cinq danses parmi tous les genres possibles. Les styles de danses sont nombreux et dérivés de la danse de salon pour la plupart. 
| Lilt          | Type de danse où le niveau de la tête n'est pas constant exemples : polka, East Coast Swing et samba          |
| Cuban         | Type de danse issu des cha-cha-cha et mambo                                                                   |
| Funky         | Dérivé du hip-hop                                                                                             |
| Rise and Fall | Dérivé de la valse                                                                                            |
| Smooth        | Type de danse où le niveau de la tête est constant exemples : Night Club, (Triple) Two Step, West Coast Swing |
| Novelty       | Les types de danse qui ne font pas partie des types déjà prédéfinis y sont classés                            |

D'autres fédérations permettent aux danseurs de participer aux compétitions. L'UCWDC, la plus vieille d'entre elles, regroupe des centaines de compétiteurs dans le monde entier à travers des compétitions régionales aux États-Unis, et des compétitions nationales aux Pays-Bas, en Allemagne, en Belgique, en France, en Irlande, en Lituanie et dans d'autres pays... Les mondiaux se situent tous les ans aux États-Unis. Il existe plusieurs catégories de niveaux : Newcomer, Novice, Intermediate, Advanced, Crown et Superstar. 

## Tenue
Pour danser dans des compétitions de niveau national, il est imposé de porter des bottes tant pour les femmes que pour les hommes. La plupart des danseurs utilisent des bottes spéciales et souples. Pour les hommes, le port du chapeau est obligatoire. En compétition, il est interdit de porter des logos publicitaires ou de clubs, sauf pour les danseurs qui concourent ensemble en catégorie team. 
Souvent, les danseuses ont une tenue différente pour chaque chorégraphie, en lien avec le type de danse. Par exemple, la robe de valse pour le Rise and Fall, les baskets (autorisées uniquement dans cette danse) pour le Funky, etc.

## Champions du monde
Les personnes suivantes sont les actuelles détentrices du titre de Champions du Monde pour l'année 2014 :
|              | Primary         | Youth                                      | Teen                                   | Adult                                  | Crystal                                   | Diamond                                   | Silver                                        | Gold                                 | Jewel           |
| ------------ | --------------- | ------------------------------------------ | -------------------------------------- | -------------------------------------- | ----------------------------------------- | ----------------------------------------- | --------------------------------------------- | ------------------------------------ | --------------- |
| Social       | Manon Dury      | Maxwell Collin Muehlebach et Andrea Lexova | Nikola Molendova                       | Juergen Baranski et Kerstin Mildner    | Pas de champion                           | Ina Kaden                                 | Denis Hue et Marie-Laure Morin                | Pas de champion                      | Pas de champion |
| Newcomer     | Pas de champion | Norina Meier                               | Baptiste Caminotto et Shannon Mulligan | Fabio Zanella et Audrey Ressaire       | Pas de champion                           | Catherine Rémy                            | Jan Karlestedt et Aga Carlsson                | Véronique André                      | Pas de champion |
| Novice       | Pas de champion | Marc Schmid et Clara Severy                | Matej Kucera et Anja Riste             | Gaëtan Bachellerie et Fredrika Tumlare | Mirjam Hänsch                             | Ota Tom Dvorak et Laurence Ginja Martinho | Konstantin Preitnacher et Patricia Pedezert   | Randi Myllenberg                     | Pas de champion |
| Intermediate | Pas de champion | Yasmin Christensen                         | Matteo Orlando et Baiba Apena          | Fabio Rodolfi et Samantha Santori      | Christiaan Nijdam et Elena Santagiugliana | Wilhelm Krapfl et Deborah Giuliani        | Fabio Pesavento et Winnie von Kiaer           | Antoni Ruiz Ruiz et Eleonora Perrone | Pas de champion |
| Advanced     | Pas de champion | Pas de champion                            | Emelia Ohman                           | Aaron Byrne et Christelin Schaapman    | Erika Boccagni                            | Asmund Espmarker et Daina Eirosiene       | Jean-Claude Demeure et Marja van den Boogaard | Loes den Otter-Obdeijn               | Pas de champion |

Dans la catégorie ultime, Mégastar, les champions sont Fiona Murray et Melvin van Boxtel.